# خانم اومالی و آقای مالون
خانم اومالی و آقای مالون (انگلیسی: Mrs. O'Malley and Mr. Malone) فیلمی در ژانر معمایی به کارگردانی نورمن تاروگ است که در سال ۱۹۵۰ منتشر شد. از بازیگران آن می‌توان به مارجوری ماین و جیمز ویتمور اشاره کرد.